# Stūra māja

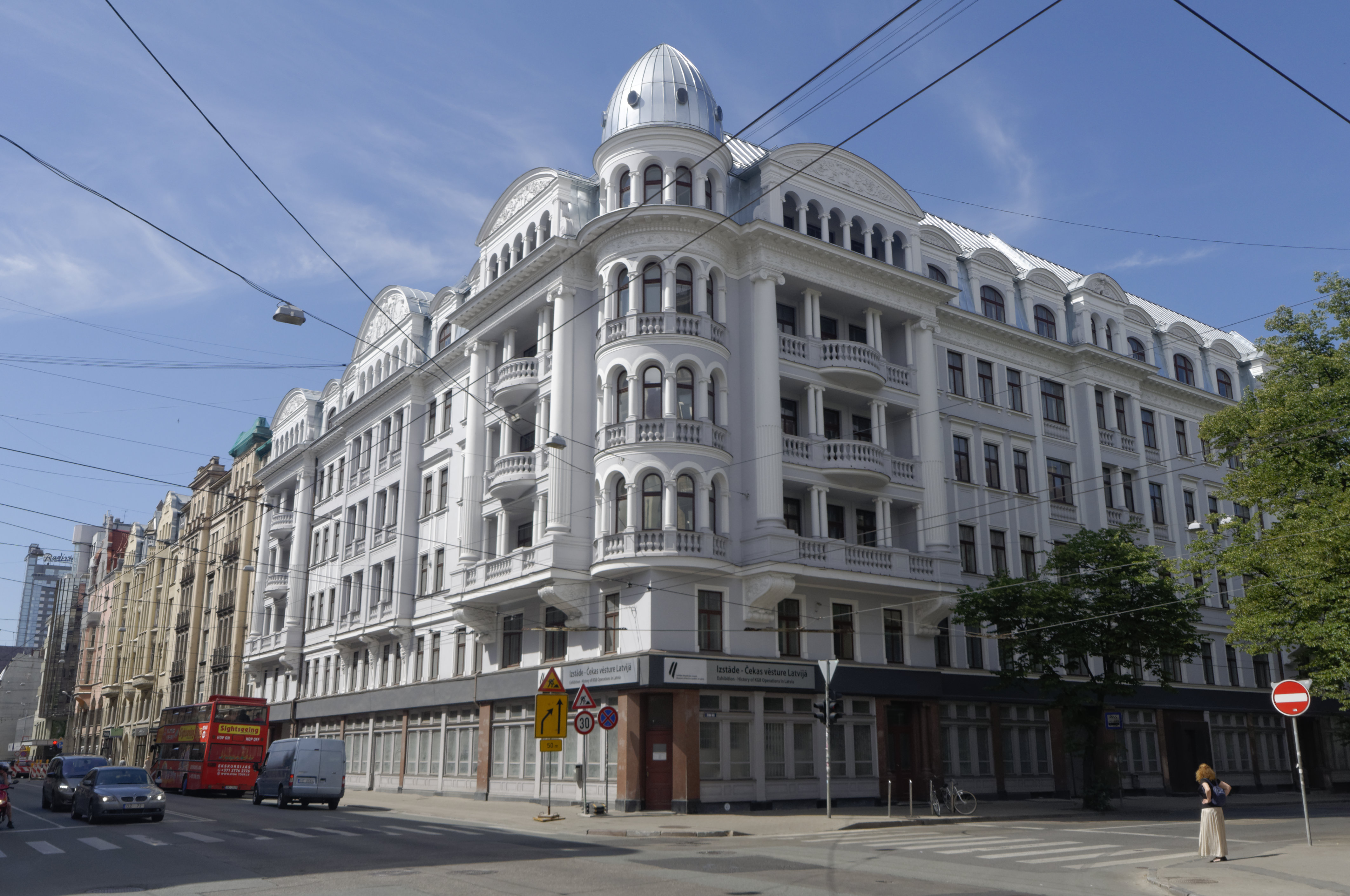

Stūra māja (łot. Dom na rogu) – kamienica w Rydze, przy Brīvības iela 61, u zbiegu Brīvības iela i Stabu iela. W latach 1940–1941 i ponownie w latach 1944-1991 była to siedziba NKWD, a następnie KGB Łotewskiej SRR. Obiekt jest wpisany do rejestru zabytków.

## Historia
Budynek został zaprojektowany przez Aleksandrsa Vanagsa, jego budowa rozpoczęła się w 1910 r.. Obiekt był wznoszony jako kamienica z mieszkaniami na wynajem i częścią handlową na pierwszej kondygnacji. Reprezentuje styl secesyjny.
W 1940 r., po przyłączeniu Łotwy do ZSRR, kamienica została przejęta przez NKWD, które zajmowało obiekt do wycofania się wojsk radzieckich z Rygi w czerwcu 1941 r. W części budynku rozmieszczono 44 cele, odbywały się w nim również egzekucje przez rozstrzelanie. W 1944 r. NKWD ponownie zajęło budynek, który pozostawał siedzibą służb łotewskiej SRR do końca jej istnienia. Następnie budynek użytkowała policja łotewska, która opuściła go w 2008 r.. Wcześniej, w 2003 r., na ścianie obiektu umieszczono tablicę ku czci osób więzionych i zamordowanych na jego terenie.
W 2014 r. w budynku została otwarta ekspozycja muzealna, część Muzeum Okupacji Łotwy. Zajmuje ona jednak jedynie 700 metrów kwadratowych (m.in. cele w piwnicy budynku), większa część obiektu nie jest użytkowana. Nie mając dla niej zastosowania, w 2020 r. państwo łotewskie wystawiło budynek na sprzedaż, zastrzegając, iż nabywca musi zachować ekspozycję muzealną.